# Saint-Justin (Landes)
Saint-Justin település Franciaországban, Landes megyében. Lakosainak száma 1015 fő (2022. január 1.). Saint-Justin Betbezer-d’Armagnac, Le Frêche, Labastide-d’Armagnac, Lacquy, Pouydesseaux, Saint-Gor, Saint-Julien-d’Armagnac, Sarbazan, Vielle-Soubiran és Estigarde községekkel határos.

## Népesség
A település népessége az elmúlt években az alábbi módon változott:
| Lakosok száma | 1082 | 914  | 917  | 841  | 973  | 980  | 974  | 1001 | 1008 | 1015 |
|               | 1968 | 1982 | 1990 | 2006 | 2013 | 2015 | 2017 | 2019 | 2020 | 2022 |